# Zrada obrazů
Zrada obrazů (francouzsky La Trahison des images), též Zrádnost obrazů, Toto není dýmka  (francouzsky Ceci n'est pas une pipe) nebo Vítr a píseň  (francouzsky L'air et le chanson), je obraz, který roku 1929 vytvořil belgický surrealistický malíř René Magritte. Olejomalba na plátně o rozměrech 60,3 cm × 81,1 cm znázorňuje dýmku, pod níž je francouzsky napsáno Toto není dýmka. Obraz se často uvádí ve filozofickém kontextu v souvislosti s problematikou metakomunikace. Sám Magritte k tomu napsal: „Slavná dýmka. Jak mi to lidé vyčítali! A přece, můžete mou dýmku nacpat tabákem? Ne, je to jen reprezentace, že? Takže kdybych na obraz napsal ,Toto je dýmka‘, tak bych lhal!“